# Kaminokawa
Kaminokawa (jap. 上三川町 Kaminokawa-machi) – miasto w Japonii, na wyspie Honsiu, w prefekturze Tochigi. Według danych na rok 2020 miejscowość zamieszkiwało 30 806 mieszkańców , a gęstość zaludnienia wyniosła 566,4 os./km².